# Формин, Александр Николаевич
Александр Формин (род. 23 июля 1981 года) — российский пловец в ластах.

## Карьера
В подводном спорте с 1989 года. С 2003 года член сборной России.

## Награды
- Неоднократный победитель и призёр первенства России
- Победитель и призёр первенства Европы (1998)
- Победитель и неоднократный призёр зональных соревнований чемпионата РФ.
- Победитель и неоднократный призёр чемпионата вооружённых сил РФ
- Неоднократный призёр кубка РФ
- Чемпион и неоднократный призёр чемпионата РФ
- Чемпион и неоднократный призёр этапов кубка Европы
- Чемпион и призёр кубка Европы
- Неоднократный призёр чемпионата Европы
- Серебряный призёр чемпионата мира (2006)
- Чемпион мира (2007)
- Неоднократный победитель и призёр этапов Кубка Мира по плаванию в ластах.
- Серебряный призёр кубка мира по спортивному дайвингу (2009)
- Чемпион Европы по спортивному дайвингу 2010 года.

По окончании карьеры работает тренером в спортивной школе «Невская волна».